# Schloss Mitterberg

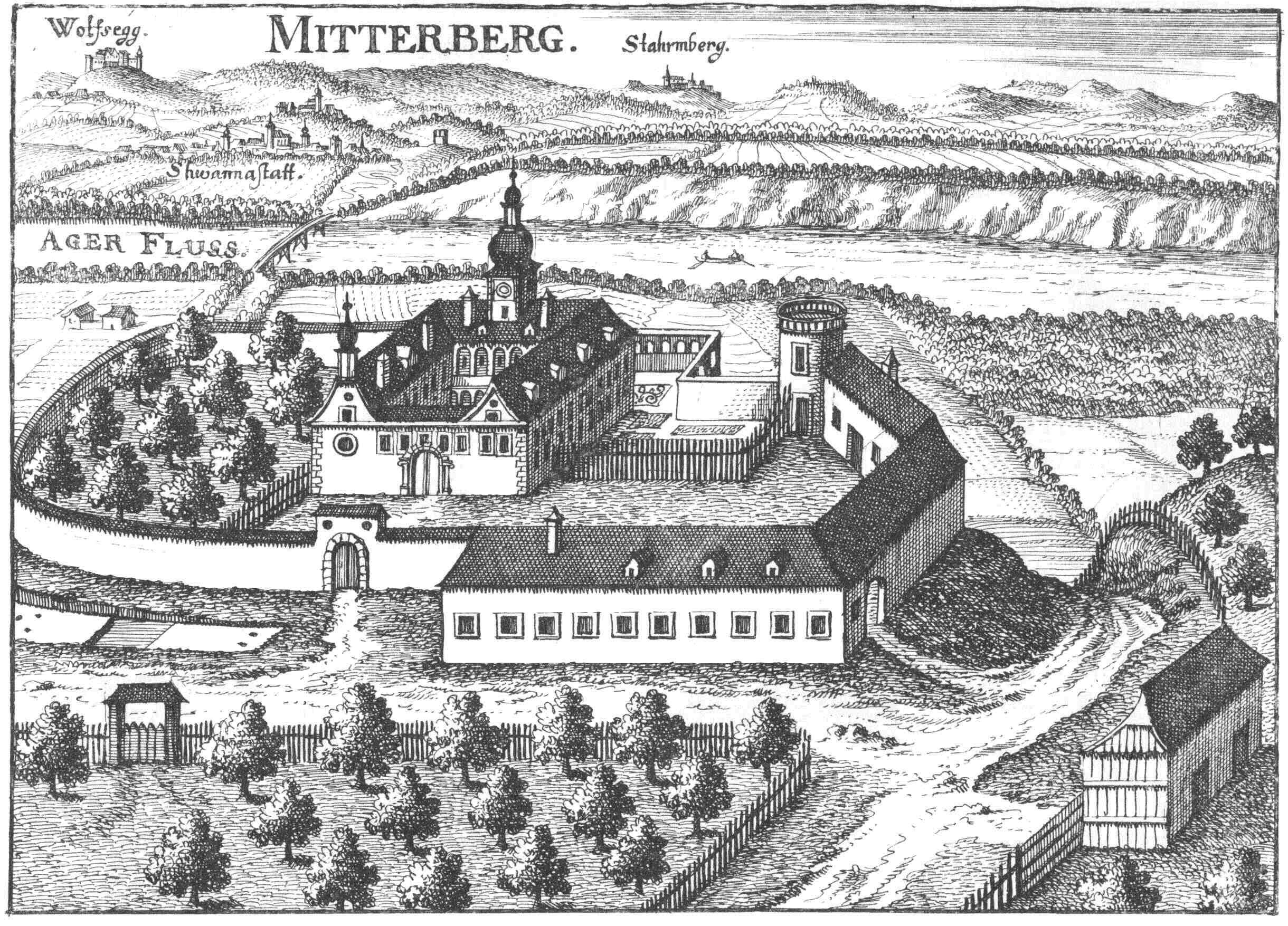
Schloss Mitterberg nach einem Stich von Georg Matthäus Vischer von 1674

Das abgekommene Schloss Mitterberg lag etwa zwei Kilometer nordöstlich von der Gemeinde Rüstorf im Bezirk Vöcklabruck von Oberösterreich (Güterweg Mitterberg).

## Geschichte
Die erste urkundliche Erwähnung von Mitterberg stammt von 1185, damals wurden dem Stift Admont die Herrschaften Mitterberg und Windern durch den Adeligen Gerloch von Viecht überschrieben. 1407 schien Ulrich Payss (Paiß) als Besitzer des freieigenen Sitzes Mitterberg auf. Über die Witwe Jörg von Dachsberg gelangte Mitterberg 1434 an Jörg Paysser. Die Payss’schen Erben verkauften die Herrschaft Mitterberg 1550 an Jakob Utzinger. 1558 kaufte der Gmundner Salzamtmann Georg Spiller Mitterberg. Nachfolger wurde sein Sohn Georg, Pfleger von Wildenstein († 1611), ihm folgte sein Sohn Hans Georg. Von der Familie Spiller wurde Mitterberg 1617 an Otto Viktor von Frankling verkauft. 1653 erwarb Georg Siegmund von Salburg von der Witwe Graf Herbersdorf Mitterberg um 12.000 Gulden. Unter den Salburgs wurde das Schloss gänzlich neu errichtet.
Georg Siegmund von Salburg tauschte Mitterberg 1656 an seine Frau Sidonia Elisabeth (geb. Scherffenberg, Schärfenberg) unter Zugabe von 6000 Gulden mit dem Schloss Aich bei Zellhof. 1699 schlug Gottfried von Salburg (der Sohn der genannten Sidonia Elisabeth Schärfenberg) Mitterberg zur Herrschaft Puchheim. Christoff Ludwig Graf Salburg verkaufte 1767 die „landtafeligen“ Güter Puchheim und Mitterberg an die Brüder Johann Nepomuk und Karl von Fuchs. Um 1800 erfolgte die Trennung Mitterbergs von Puchheim. 1808 wurde im Meierhof des Schlosses Mitterberg die Schwanenstädter Musselin-Fabrik von Friedrich Jenny untergebracht.
Die Familie Fuchs verkaufte 1838 die Güter Mitterberg und Puchheim an Erzherzog Maximilian Joseph von Österreich-Este. Ab 1839 wurde Schloss Mitterberg als Priester-Korrigendenanstalt verwendet, später bis 1939 als Defizientenhaus für Geistliche genutzt.
Ab 1911 kam das Schloss in das Eigentum des bischöflichen Ordinariats von Linz.
Von 1919 bis 1922 wurde es als Kriegerheim verwendet. Im Schloss wurden auch „Fremdarbeiter“ für die Firma Ulbrichts Witwe einquartiert. 1944 wurde Mitterberg zur Herberge für Flüchtlinge aus Siebenbürgen umfunktioniert. Während des Zweiten Weltkrieges war hier auch der Reichsarbeitsdienst untergebracht. Danach wurde der Schlossbau mit Wohnparteien belegt.
Ab 1958 war das Schloss unbewohnt und verfiel zunehmend. 1965 kaufte Friedrich W. Assmann die Gesamtliegenschaft Schloss Mitterberg. Herr Assmann, Eigentümer der Firma Heinrich Ulbrichts Witwe, war bestrebt, das Schloss aus eigenen Mitteln zu sanieren, letztlich ist es aber abgebrochen worden.

## Schloss Mitterberg einst und jetzt

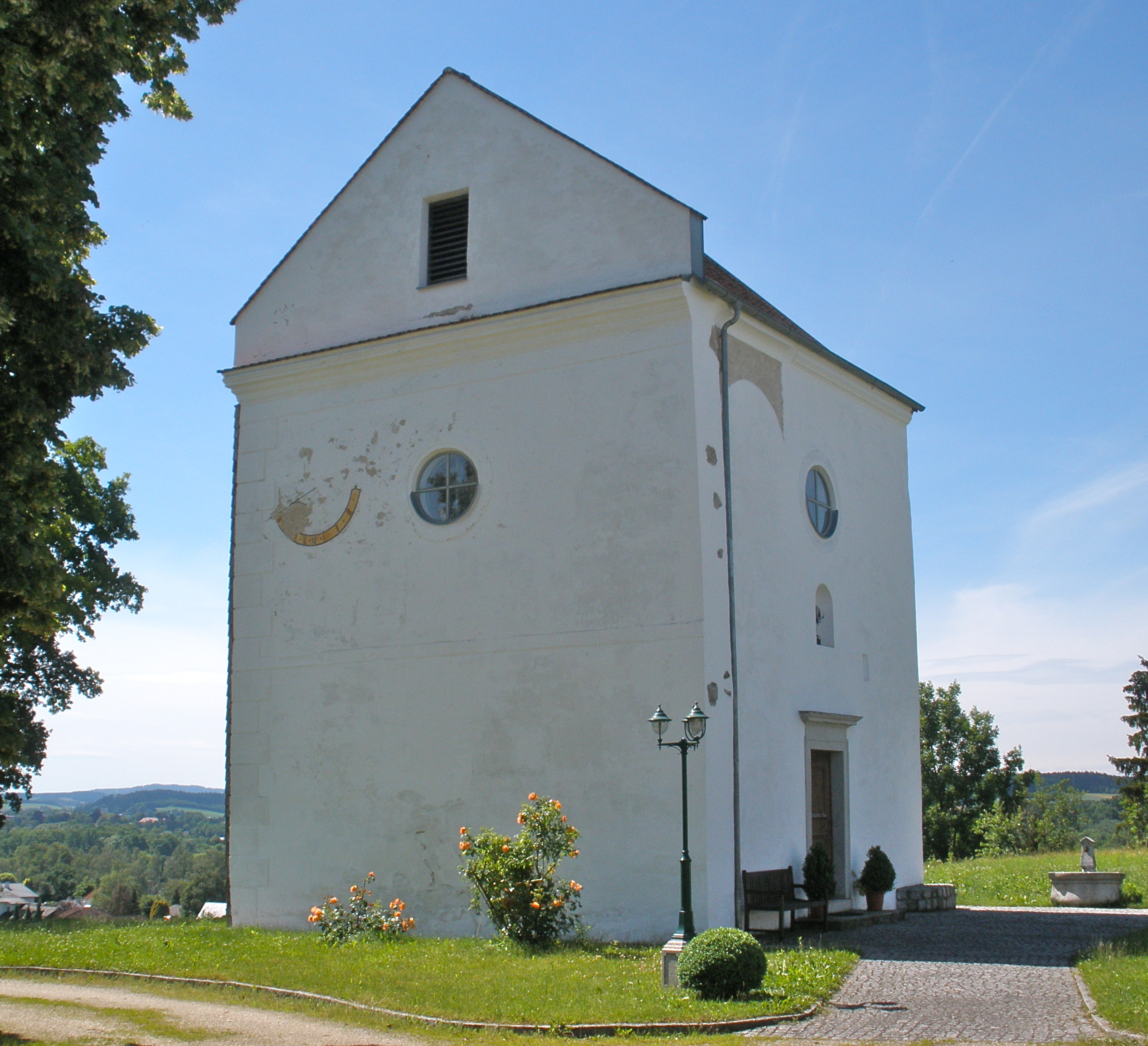
Schlosskapelle Mitterberg

Das 1653 hier entstandene Barockschloss war eine mächtige Vierflügelanlage, die einen Innenhof umschloss. Der linke und rechte Flügel des zweigeschoßigen Schlosses flankierten mit glatter Wand und spitzen Giebeln den frontseitigen Tortrakt. Dieser besaß ein Dachtürmchen mit einem Passauer Kreuz auf dem Knauf. Der rückwärtige Trakt hatte früher einen aus dem Mauerwerk aufragenden Turm, dieser ist aber seit langem abgetragen. Am linken Flügel war die Umfassungsmauer angebaut. Ein vom Schloss abgetrennter Wirtschaftshof lag rechts des Schlossbaus.
Vom Schloss übrig geblieben ist einzig die Schlosskapelle, die 1997 dem Oberösterreichischen Verein für Denkmalschutz geschenkt wurde und seitdem restauriert wird.